# Digitale audio
Digitale audio of digitaal geluid is geluid, meestal muziek, dat in digitale vorm is vastgelegd om het op een later tijdstip opnieuw ten gehore te kunnen brengen. De opname is in principe oneindig maal weer te geven zonder vermindering van de kwaliteit. Digitaal geluid staat tegenover analoog geluid, dat is vastgelegd zonder eerst te zijn gedigitaliseerd. Analoog geluid moet eerst worden omgezet in digitaal geluid om te kunnen worden verwerkt door een computer of opgeslagen op een digitaal medium zoals een compact disc (cd) of dvd. Bij de digitalisering gaat echter wel kwaliteit verloren, omdat een oneindig spectrum van tonen wordt teruggebracht tot een beperkt aantal waarden.
Digitale opslag van geluid werd in 1982 voor het eerst door Sony commercieel toegepast met het op de markt brengen van de cd. Om digitaal geluid hoorbaar te maken wordt het met geschikte afspeelapparatuur weer omgezet in analoog geluid.
Optisch geluid is digitaal geluid dat is omgezet in licht, zodat het via een optische audiokabel kan worden uitgewisseld tussen afspeelapparaten of verzonden naar apparaten voor het branden van optische schijven. Voordat het kan worden afgespeeld moet het weer worden omgezet in een elektrische vorm van geluid en daarna in analoog geluid, bijvoorbeeld via een dvd-speler.

## Eerste digitalisering
Voor 1982 was het al mogelijk in de huiskamer digitaal geluid op te nemen met een PCM-adaptor. Een PCM-adaptor is een elektronisch apparaat dat analoog geluid omzet in digitaal geluid, dat weer wordt omgezet naar een pseudo-videosignaal dat kan worden opgeslagen op videoband. De samplefrequentie van 44,1 kHz, die wordt gebruikt in de compact disc, is ontleend aan zo'n PCM-adaptor.

## Vormen van digitalisering
Deze digitale voorstelling van geluid kan van oorsprong:
- volledig handmatig ingevoerd zijn (bijvoorbeeld door toetsen op een klavier aan te slaan)
  - Bestandsformaten van dit type: MIDI
- een écht geluid zijn, dat gedigitaliseerd werd (zie digitalisering). Bestanden van deze oorsprong zijn bitstroom-bestanden.
  - Bestandsformaten van dit type: WAV of wave, m4a, mp3, ogg ...
- een combinatie zijn van de 2 voorgaande. Deze bestanden noemt men modules.
  - Bestandsformaten van dit type: xm, s3m, mod, it ...

Dit resulteert in een groot aantal verschillende types bestandsformaten voor digitaal geluid.

## MIDI
Het verschil tussen modules en MIDI zit hem voornamelijk in de manier waarop instrumenten worden opgeslagen. Bij MIDI wordt enkel een nummeraanduiding opgeslagen per instrument. Bij modules wordt per instrument een geluidsmonster (bitstroom-formaat) van dat instrument opgeslagen. 
Gevolg hiervan is dat bij het afspelen van een module een instrument altijd hetzelfde klinkt. Bij een MIDI bestand hangt het ervan af welk instrument het afspeelprogramma associeert met het instrumentnummer. Hiervoor bestaan gelukkig standaarden, zoals General MIDI, maar die beschrijven slechts het instrumenttype zoals een trompet zodat zelfs wanneer de standaard wordt gevolgd, de uiteindelijke geluidskwaliteit sterk afhangt van het geluidsmonster dat de speler gebruikt voor dat bepaalde instrumentnummer.
Bij het digitaliseren van geluid wordt verondersteld dat het geluid al in analoge vorm is, een microfoon kan hier bijvoorbeeld voor zorgen. De elektrische stroom die hiervan het resultaat is, wordt dan gedigitaliseerd. Hiervoor maakt men gebruik van een ADC, waar vrijwel ieder digitaal apparaat met een analoge ingang over beschikt. Met behulp van een DAC kan digitaal geluid omgezet worden naar een analoog geluid.

## digitalisering van geluid

### ADC
De ADC (analoog-digitaal-converter) is een stuk elektronica dat een continu analoog signaal omzet naar een discreet digitaal signaal, dat wil zeggen een reeks getallen. Het algemene principe is het volgende: Met een bepaalde frequentie wordt de momentane amplitude van het analoge signaal bepaald en omgezet in een getal (wat resulteert in een sample).
Analoge signalen hebben per definitie een oneindige resolutie (cfr. de continue functie). De resolutie van digitale signalen is echter wel eindig. Bij de conversie gaat daarom altijd kwaliteit verloren. De hoeveelheid kwaliteit die verloren gaat is afhankelijk van een aantal kwaliteitsfactoren. 

### Kwaliteitsfactoren

#### Resolutie/Bit depth/Sample Precisie
De vooraf bepaalde precisie bepaalt hoeveel mogelijke discrete waarden (stappen) een sample kan aannemen, en dus hoe hoog de resolutie is. Men benoemt deze factor dikwijls als bit depth omdat hij staat voor het aantal bits dat ter beschikking is om de waarde op te slaan. Met dit vaste aantal bits moeten verschillende sterktes gecodeerd kunnen worden, dus met meer bits kun je de sample dichter laten naderen tot de realiteit. Echter, de precisie is niet oneindig. Door de conversie zal iedere sample ten opzichte van het analoge signaal altijd afgerond moeten worden. Dit is een vervorming van het signaal en wordt ook wel kwantisatieruis genoemd. Geluid dat gedigitaliseerd is met cd kwaliteit is meestal gesampled met 16 bits per sample. Dat wil zeggen dat elke sample 2^16 = 65536 verschillende waarden kan aannemen. Kwantisatieruis is hierbij nauwelijks hoorbaar. Sommige klassieke opnamen hanteren een kwantiseringsdiepte van 20 bits per sample om een nog lager niveau van kwantisatieruis op te leveren (2^20 = 1048576 mogelijke waarden per sample).

#### Bemonsteringsfrequentie (samplefrequentie ofsample rate)
Het aantal bepalingen van een samplewaarde per seconde is de bemonsteringsfrequentie. Aan een bemonsteringsfrequentie is een andere grootheid verbonden, de Nyquist-frequentie. De Nyquist-frequentie voor een gegeven bemonsteringsfrequentie is gelijk aan de helft van die bemonsteringsfrequentie (sample ratio) en staat voor de hoogste frequentie die reproduceerbaar kan worden opgenomen. Het menselijk gehoor kan frequenties waarnemen van 20 Hz tot maximaal 20 kHz. Om dus alle frequenties die voor mensen hoorbaar zijn op te slaan, moet de samplefrequentie minstens 40 kHz bedragen. Het is dan ook niet zomaar dat geluid met cd-kwaliteit een samplefrequentie van 44.1 kHz heeft. In studio's wordt vaak 48, 96 tot 192 kHz gebruikt.
Wanneer het bemonsteren onregelmatig verloopt, ontstaat een jitter-vervorming.
Hogere kwaliteitsfactoren vergen ook een grotere processorkracht en opslagcapaciteit, wat echter steeds minder een knelpunt is.
Na de digitalisering kan het digitale geluid bewerkt worden.

### Randfenomenen bij de ADC
- Aliasing: Het verschijnsel dat signaalcomponenten met een frequentie hoger dan de Nyquist-frequentie niet goed verwerkt worden en zelfs een storende invloed op het resultaat hebben;
- Spooksignalen: Dit zijn signalen waarvan de frequentie in analoge vorm buiten het menselijk gehoorspectrum ligt, maar die vanwege afrondingsfouten of vervorming toch binnen het menselijk gehoorspectrum vallen in hun digitale vorm.